# Флорес (море)

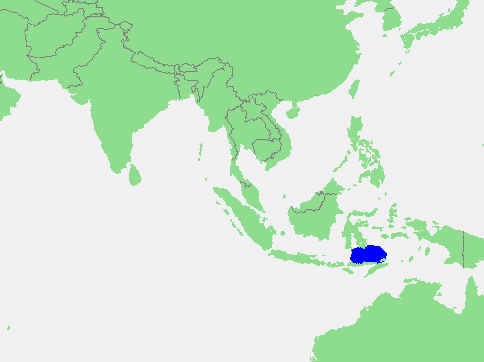
Розташування моря Флорес

Флорес (англ. Flores) — міжострівне море в Тихому океані, між південними краями острова Сулавесі на півночі, островами Сумбава, Банта, Комодо і Флорес на півдні.

## Географія
Площа становить 115 тис. км². Середня глибина — 1522 м, максимальна глибина — 5234 м. Температура поверхні води від 26 °С (серпень, вересень) до 28,8 °С (листопад). Солоність 32,0-34,6 ‰, в сезон дощів 32-33 ‰, температура глибоководних вод 3,5 °С. Припливи до 2,3 м.
Поверхневі течії мають південний і західний напрямки. Развинуто риболовство.
Море Флорес розташоване в зоні високої сейсмічностікі. На острові Сангеанг, поблизу північно-східного краю острова Сумбава, знаходиться вулкан Апі-Слау, один з найактивніших вулканів в Індонезії, висота якого сягає 1949 метрів.
Найбільші порти: Бонтайн (острів Сулавесі), Сумбава (острів Сумбава).

## Клімат
Акваторія моря лежить в субекваторіальному кліматичному поясі, незначна частина північної акваторії — в екваторіальному. Влітку переважають екваторіальні повітряні маси, взимку — тропічні. Сезонні амплітуди температури повітря незначні. У літньо-осінній період часто формуються тропічні циклони.

## Біологія
Акваторія моря належить до морського екорегіону моря Банда центральної індо-тихоокеанської зоогеографічної провінції. У зоогеографічному відношенні донна фауна континентального шельфу й острівних мілин до глибини 200 м відноситься до індо-західнопацифічної області тропічної зони.